# The Overland
The Overland é um serviço de trem de passageiros australiano entre Melbourne e Adelaide. Foi apresentado pela primeira vez em 1887 como o Adelaide Express, mas foi chamado de Melbourne Express pelos sul-australianos. Recebeu seu nome atual em 1926. Agora operado pela empresa privada Journey Beyond Rail Expeditions, o trem realiza duas viagens de ida e volta por semana, cobrindo 828 quilômetros entre as capitais. Originalmente um trem noturno, mas agora opera durante o dia.